# Ctenoberta
Ctenoberta là một chi bướm đêm thuộc họ Geometridae.

## Các loài
- Ctenoberta abanga Prout, 1915